# Szczaw lancetowaty
Szczaw lancetowaty (Rumex hydrolapathum Huds.) – gatunek rośliny z rodziny rdestowatych. Występuje w Turcji i w Europie. W Polsce jest pospolity na niżu, na obszarach górskich i podgórskich jest rzadki (Sudety) lub go brak (Karpaty).

## Morfologia

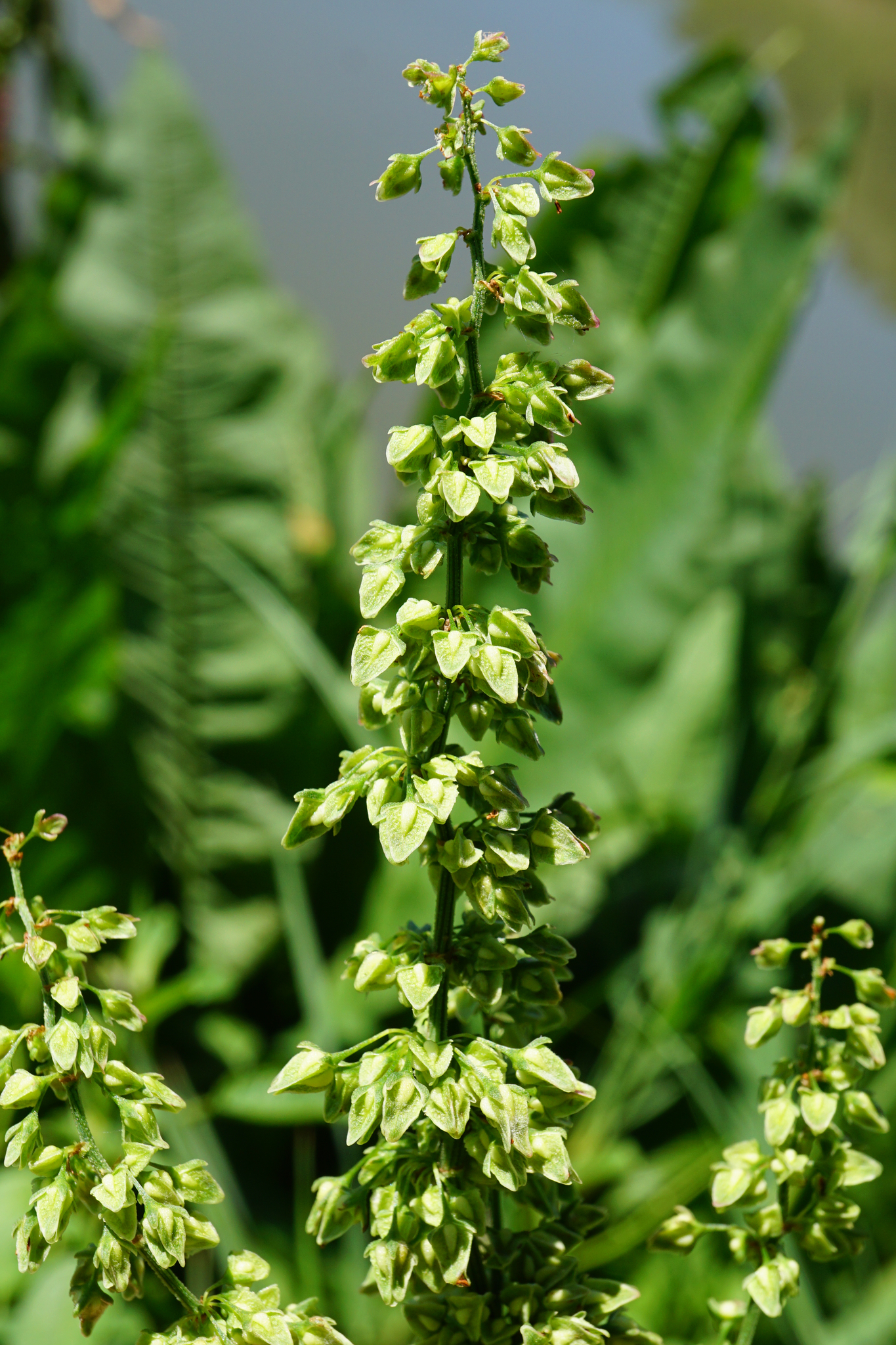
Kwiatostan

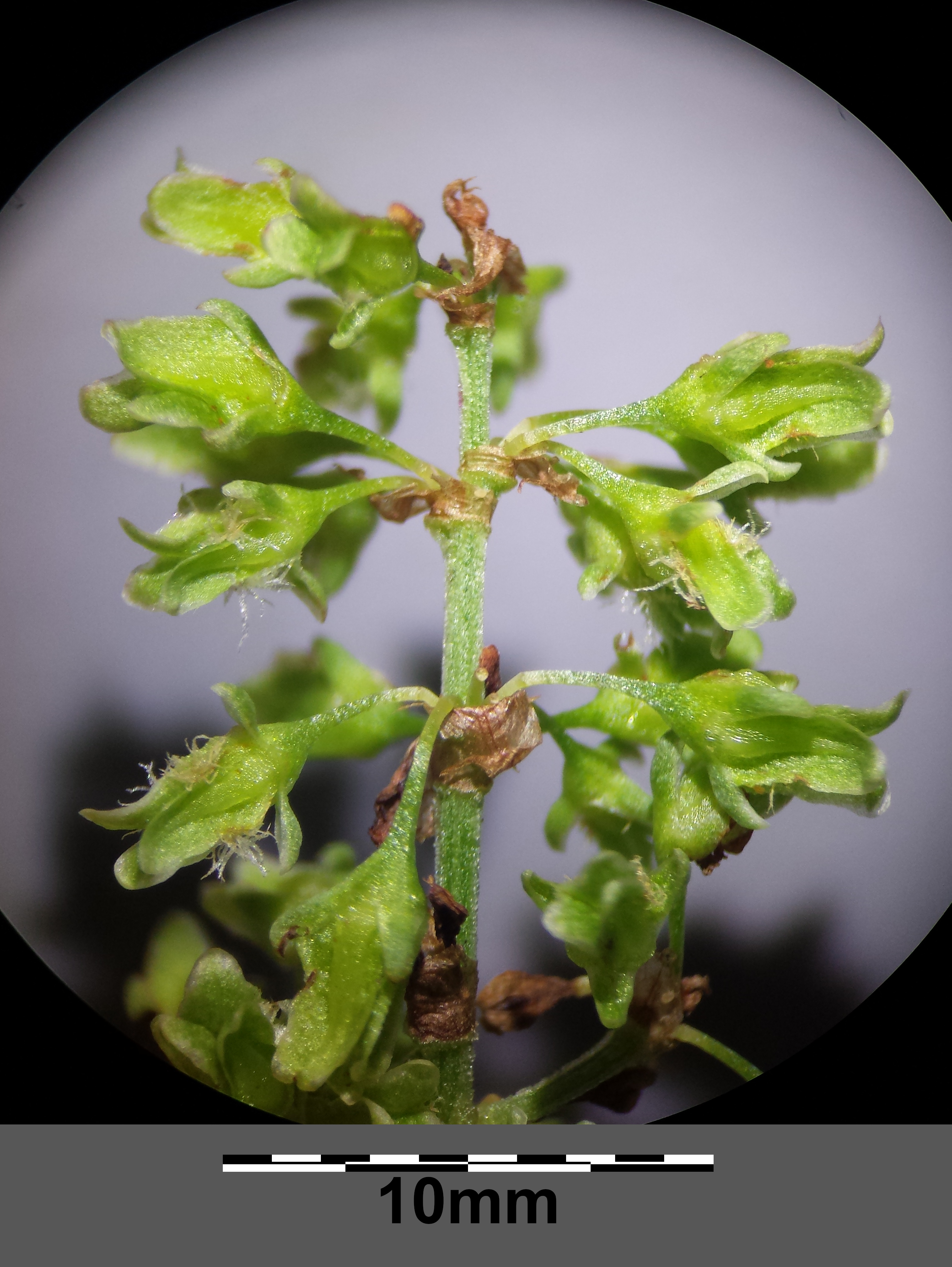
Kwiaty

ŁodygaWzniesiona, górą rozgałęziona. Osiąga wysokość do 2 m.
LiścieDuże – odziomkowe do 50–80 cm, całobrzegie, lancetowate, łodygowe z brzegu słabo faliste. Nasada liści wydłużona, klinowata.
KwiatyNiepozorne, zebrane w duże wiechowate kwiatostany. Gałązki wiechy są łukowato wzniesione. Wewnętrzne listki okwiatu o długości 5–7 mm są jajowato-rombowate, ostro zakończone i posiadają wydłużone guzki (wszystkie, lub przynajmniej 2). Zewnętrzne listki okwiatu są przylegające.

## Biologia i ekologia
Bylina, hemikryptofit, hydrofit. Kwitnie od lipca do sierpnia. Występuje na brzegach stawów, rzek i rowów. W klasyfikacji zbiorowisk roślinnych gatunek charakterystyczny dla Cl. Phragmitetea. 

## Zmienność
Tworzy mieszańce z szczawiem kędzierzawym, sz. skupionym, sz. tępolistnym i sz. wodnym. 

## Zastosowanie
- Roślina lecznicza. Surowcem zielarskim jest korzeń – Radix Hydrolapathi. Korzenie zawierają dużo garbników pirogalowych i pirokatechinowych, antrazwiązki, flawonoidy, organiczne związki żelaza, związki żywicowe, cukry i sole mineralne. Surowiec wykazuje działanie przeciwbiegunkowe, ściągające, antyseptyczne, bakteriostatyczne i przeciwanemiczne.
- Roślina ozdobna[8]. Bywa uprawiana na rabatach i nad brzegami oczek wodnych.
- Roślina barwierska: Z korzenia można otrzymać żółty barwnik.

## Uprawa
Jest łatwy w uprawie i całkowicie mrozoodporny. Rozmnaża się go przez nasiona wysiewane wprost do gruntu, lub jesienią przez podział (często na korzeniach tworzy odrosty). Preferuje stanowisko słoneczne i średniożyzną, przepuszczalną glebę.